# Маяк (Нікопольський район)
Маяк — село в Україні, у Мирівській сільській територіальній громаді Нікопольського району Дніпропетровської області. Населення — 31 мешканець (2001 р).

## Населення

### Мова
Розподіл населення за рідною мовою за даними перепису 2001 року:
| Мова            | Кількість | Відсоток |
| --------------- | --------- | -------- |
| українська      | 27        | 87.10%   |
| російська       | 3         | 9.68%    |
| інші/не вказали | 1         | 3.22%    |
| Усього          | 31        | 100%     |

## Географія
Село лежить на правому березі річки Томаківки, вище за течією на відстані 3 км розташоване село Весела Федорівка, нижче за течією на відстані 1,5 км розташоване село Максимівка, на протилежному березі — село Зоря.

## Історія
21 квітня 2025 року розпорядженням КМУ селище Маяк віднесено до категорії сіл.

## Інтернет-посилання
- Погода в селищі Маяк [Архівовано 7 червня 2016 у Wayback Machine.]

| Україна | Це незавершена стаття з географії України. Ви можете допомогти проєкту, виправивши або дописавши її. |